# Bathylana apalpalis
Bathylana apalpalis är en kräftdjursart som beskrevs av Brian Frederick Kensley 1989. Bathylana apalpalis ingår i släktet Bathylana och familjen Cirolanidae. Inga underarter finns listade i Catalogue of Life.